# Escharella atypica
Escharella atypica är en mossdjursart som beskrevs av Powell 1967. Escharella atypica ingår i släktet Escharella och familjen Romancheinidae. Inga underarter finns listade i Catalogue of Life.